# Vanessa Bell Armstrong
Vanessa Bell Armstrong (Detroit, 2 ottobre 1953) è una cantante Gospel statunitense, come Mahalia Jackson e Shirley Caesar.
È dotata di una voce graffiante che, con le sue capacità vocali, si diverte a fare stridere, grattare, passando con estrema agilità dal registro grave a quello acuto.

## Biografia
Crebbe in una Chiesa "God in Christ", una denominazione che aveva dato altri grandi cantanti Gospel come BeBe e CeCe Winans, Andre Crouch, Edwin,Walter, Tramaine Hawkins e altri. Nel 1957 quando aveva 4 anni Vanessa iniziò a viaggiare con sua madre cantando in varie chiese nell'area di Detroit. Era chiaro perfino a quella giovane età che lei avesse sia una sorprendente presenza scenica che un controllo vocale di una persona molto più matura.
Nel 1966 quando aveva 13 anni fu scoperta dal Mattie Moss Clark che divenne il suo mentore. Iniziò a viaggiare con Clark cantando nei suoi vari cori e dividendo il palco con giganti del Gospel come il reverendo James Cleveland, i Mighty Clouds of Joy, le Clark Sisters e i Winans. Altre anteriori influenze includono Marion Williams, Mahalia Jackson, Inez Andrews e Aretha Franklin. La prima esperienza di incisione della Armstrong apparve sul Donald O'Connor, realizzando nel 1981 Bring Back Birdie. La sua carriera discografica cominciò nel 1984 all'età di 31 anni; firmò con la etichetta Onyx e realizzò Peace Be Still.
Nel 1987 la sua carriera decollò definitivamente. Si inserì fra artisti come Aretha Franklin e Patti LaBelle per l'opportunità di registrare la canzone tema della popolare sit-com televisiva Amen. La Armstrong ebbe il suo debutto a Broadway nel 1987 nel musical Don't Get God Started. Fece una apparizione come ospite in Move Closer di Tom Jones.
Quando firmò con la Jive Records nel 1987 la Armstrong cominciò un periodo di prolifica attività in studio. Il suo album omonimo Vaneessa Bell Armstrong realizzato nel 1987, produsse il successo R&B You Bring Out the Best in Me. Nel 1990 realizzò Wonderful One, nel quale cantò nel duetto intitolato True Love Never Fails con Jive compagno di etichetta accompagnata dal chitarrista jazz Jonathan Butler. La traccia è inclusa anche nell'album More than Friends. Nel 1990 Jive realizzò un Greatest Hits della Armstrong con Truth About Christmas. Nel 1991 fu realizzato Chosen.
La Armstrong uscì dal genere Gospel negli ultimi anni ottanta quando apparve con Oprah Winfrey in Women of Brewster Place, un film televisivo che ebbe un certo consenso. Ella continuò la sua attività incidendo Something On The Inside nel 1993, The Secret is Out nel 1995 e il suo primo album live, Desire of My Heart, nel 1998. La Armstrong fu ospite, nel 1995, della compilation A Tribute to Rosa Parks, realizzata in due CD, di John P. Kee e nel 1994 di Color Blind e Stand.
La Armstrong continuò ad espandere i suoi orizzonti e a conquistare pubblico esibendosi a Broadway e realizzando eclettici album. La sua musica è stata lodata da figure come Anita Baker e Luther Vandross e artisti come Sandra Crouch e Donna McElroy hanno trovato una guida ispiratrice nella musica della Armstrong.

## Discografia

### Album in studio
- 1983 - Peace Be Still (Onyx/Muscle Shoals Sound)
- 1984 - Chosen (Onyx/Muscle Shoals Sound)
- 1986 - Following Jesus (Muscle Shoals Sound)
- 1987 - Vanessa Bell Armstrong (Jive)
- 1989 - Wonderful One (Jive)
- 1990 - The Truth About Christmas (Jive)
- 1993 - Something on the Inside (Jive)
- 1995 - The Secret Is Out (Verity)
- 2001 - A Brand New Day (Tommy Boy)
- 2007 - Making Miracle (EMI Gospel)
- 2009 - The Experience (EMI Gospel)

### Album dal vivo
- 1998 - Desire of My Heart (Verity)

### Raccolte
- 1990 - Greatest Hits (Muscle Shoals Sound Gospel)
- 1999 - The Best of Vanessa Bell Armstrong (Verity)
- 2005 - Sing to Glory (Sony BMG Special Market)
- 2006 - Praise & Worship (Verity/Legacy)

### Singoli
- 1987 - You Bring Out the Best in Me/Always
- 1987 - Pressing On/Don't Turn Your Back
- 1988 - Something Inside so Strong
- 1989 - I'm Coming Back
- 1993 - Something on the Inside
- 2006 - So Good to Me